# اوپسی‌کارپیوم
اوپسی‌کارپیوم (نام علمی: Opsicarpium) سرده‌ای از گیاهان گلدار متعلق به خانواده چتریان (نام علمی: Apiaceae) است. این سرده تنها یک گونه به نام «اوپسی‌کارپیوم اینسیگنیس» دارد، . محدوده بومی آن ایران است.